# Номнункувеем
Номнункувеем (в верховье Нижний Пувтувеем) — река на севере Дальнего Востока России, протекает по территории Чаунского района Чукотского автономного округа. Длина реки — 91 км.
Название в переводе с чук. Намнамкываам — «тальниковый кустарник».
Берёт истоки в центральной части Илирнейского кряжа, протекает преимущественно в северном направлении до впадения в Раучуа слева.

## Притоки
Объекты по порядку от устья к истоку (км от устья: ← левый приток | → правый приток | — объект на реке):
- 11 км: лв ← Левый
- 18 км: пр → Блестящий
- 28 км: лв ← Паннаваам
- 32 км: лв ← Мелкая
- 35 км: лв ← Этилен[6]
- 37 км: лв ← Быстрый
- 37 км: пр → Широкий
- 45 км: лв ← Встречный
- 57 км: лв ← Скальная
- 67 км: пр → река без названия

## Данные водного реестра
По данным государственного водного реестра России относится к Анадыро-Колымскому бассейновому округу.